# Покрытие астероидом
Покрытие звёзд астероидом — это астрономическое явление, в ходе которого источник света, чаще всего звезда, покрывается астероидом в процессе его перемещения по небесной сфере. Множество таких явлений происходит по всему миру каждый день. В среднем, каждую ночь в любой точке Земли можно наблюдать по одному покрытию звезды ярче 13 звёздной величины астероидом, занесённым уже в каталог.

## История
Впервые покрытие звезды астероидом наблюдали в Швеции П. Бьорклунд и С. Мюллер 19 февраля 1958 года. В ту ночь астероид (3) Юнона покрыл звезду SAO 112328 (8,2 зв. вел.). А первое наблюдение подобного явления невооруженным глазом произошло в США в середине 1970-х годов.
За 25 лет активных наблюдений (с 1977 по 2002 год) было обнаружено 7 покрытий звёзд астероидами, которые, возможно, указывают на кратность малой планеты.
17 сентября 2002 года прошли массовые наблюдения покрытия звезды ω1 Тельца (5,5 зв. вел.) астероидом (345) Терцидина в нескольких странах Европы. В результате было получено более 70 хорд внутри явления, что позволило прорисовать профиль астероида с точностью до 2 км, что соответствует разрешению в 1—2 миллисекунды дуги (0,001″—0,002″). Для сравнения, предел, с которым наблюдает космический телескоп Хаббл, составляет всего 0,01″, то есть любители астрономии смогли измерить форму астероида с точностью на порядок выше, чем позволяет это сделать 2,4-метровый космический телескоп!
6 сентября 2004 года впервые в истории астрономии были проведены успешные дневные наблюдения покрытия звезды астероидом. Покрытие наблюдали в обсерватории Пик-дю-Миди во французских Пиренеях. Астероид (287) Нефтида на 2 секунды затмила звезду эта Змееносца (2,4 зв. вел.). В этот момент времени до захода Солнца оставалось более 3 часов.
За 50 лет наблюдений (с 1958 по 2008 год) было зафиксировано более 750 покрытий звёзд астероидами по всему миру, из них всего 11 покрытий на территории Российской Федерации.
9 октября 2009 года впервые было зафиксировано покрытие звезды транснептуновым объектом (исключая Плутон). Специально для этого были проведены астрометрические наблюдения (55636) 2002 TX300 в течение 5 лет, что позволило предсказать явление покрытия. 19 февраля 2010 было зафиксировано покрытие звезды UCAC2 41014042 транснептунным объектом Varuna.
В декабре 2009 года NASA объявило, что во время наблюдений на космическом телескопе имени Хаббла были обнаружены покрытия. Судя по длительности и глубине покрытия, это должны быть километровые объекты, находящиеся в поясе Койпера. На данный момент это самые маленькие транснептунные объекты, которые были зафиксированы. Ранее такая возможность открытия транснептунных астероидов высказывалась.

## Методы регистрации покрытий
- Визуальные[15]
- Фотографические (методом дреф-скана)
- Фотометрически (быстрым фотометром, при включенном часовом механизме)
- Видеометод

## Научная ценность
Покрытия звёзд астероидами используются для:
- уточнения орбиты астероида
- уточнения размеров и формы астероида
- исследования атмосферы (крупнейшие ТНО)
- обнаружения кратности астероида (спутники астероидов)[16]
- определения угловых размеров покрываемой звезды
- исследования атмосферы звёзд
- обнаружения кратности звёзд
- открытия астероидов[17]

## Основные параметры явления
- диаметр тени
- длительность покрытия
- глубина покрытия — на сколько изменится блеск звезды в момент покрытия астероидом. Если астероид имеет тот же блеск, что и звезда, то падение составит 0,8 звёздной величины.

## Статистика

### Самые яркие звёзды, чьи покрытия астероидами зафиксированы
- Эта Змееносца (2.4 зв. вел.), 6 сентября 2004 года, покрытие астероидом (287) Нефтида (Франция, 1 наблюдатель, дневное покрытие!)[6]
- Дельта Змееносца (2.7 зв. вел.), 8 июля 2010 года, покрытие астероидом (472) Рим (Европа, 18 успешных наблюдений)[18][19][20]
- Гамма Кита (3.6 зв. вел.), 5 марта 1977 года, покрытие астероидом (6) Геба (США, Мексика, 2 успешных наблюдения)[1]
- Бета Девы (3.6 зв. вел.), 24 июня 2003 года, покрытие астероидом (124) Алькеста (Австралия, 2 успешных наблюдения)[1]

### Астероиды с наибольшим числом хорд покрытий
- Астероид, дата покрытия, число хорд
- (2) Паллада, 29 мая 1983 года, 131 хорда[21][22]
- (420) Бертольда, 26 августа 2003 года, 81 хорда[21][23]
- (345) Терцидина, 17 сентября 2002 года, 65 хорд[24]
- (1263) Варшавия, 18 июля 2003 года, 51 хорда[21][25]
- (704) Интерамния, 23 марта 2003 года, 35 хорд[26]
- (51) Немауза, 11 сентября 1983 года, 34 хорды[21]
- (39) Летиция, 21 марта 1998 года, 16 хорд[27]

### Астероиды с подозрениями на двойственность после покрытий
- астероид (дата, первооткрыватель, публикация)[3]
- (6) Геба (5 марта 1977 года, П. Малей)
- (532) Геркулина (7 июня 1978 года, Ловелл, IAUC 3241)[28]
- (18) Мельпомена (11 декабря 1978 года, США, IAUC 3315)[29]
- (65) Кибела (17 октября 1979 года, СССР, IAUC 3439)[30]
- (146) Луцина (30 апреля 1982 года, Meudon, IAUC 3692)[31]
- (893) Леопольдина (29 января 1996 года, EAON)
- (361) Болония (31 января 2002 года, Р. Венабле)

### Астероиды, покрытия которыми чаще всего наблюдались
- (409) Аспасия 6 покрытий: в Северной Америке наблюдалось 4 разных покрытия этим астероидом: 20 декабря 2006 года, 29 августа 2007 года, 24 марта 2008 года, 6 февраля 2009 года и еще 2 покрытия: 7 августа 1987 года в Австралии и 22 октября 1998 года.[32]
- (694) Экард 4 покрытия: все 4 различные явления наблюдались в Северной Америке всего в течение трех месяцев: 16 августа 2009 года, 23 сентября 2009 года, 26 октября 2009 года, 8 ноября 2009 года.[32]

Традиционно покрытия звёзд астероидами главного пояса длятся порядка нескольких секунд, но бывают и более длительные, вплоть до 5 минут!